# إريك ولز
إريك ولز (بالإنجليزية: Erik Wells)‏ هو شخصية أعمال وصحفي وسياسي أمريكي، ولد في 5 فبراير 1967 بسانتا مونيكا في الولايات المتحدة. حزبياً، نشط في الحزب الديمقراطي. وقد انتخب عضو مجلس ولاية فيرجينيا الغربية.